# Arnold Böcklin
Arnold Böcklin (ur. 16 października 1827 w Bazylei, zm. 16 stycznia 1901 w San Domenico di Fiesole) – szwajcarski malarz, rzeźbiarz, projektant i grafik, tworzący w nurcie neoromantyzmu, a następnie symbolizmu. 

## Życiorys
Ze strony ojca – Christiana Fredericka Böcklina, który zajmował się handlem jedwabiem, pochodził ze starej rodziny z Szafuzy; matką była Ursula Lippe, mieszkanka Bazylei. 

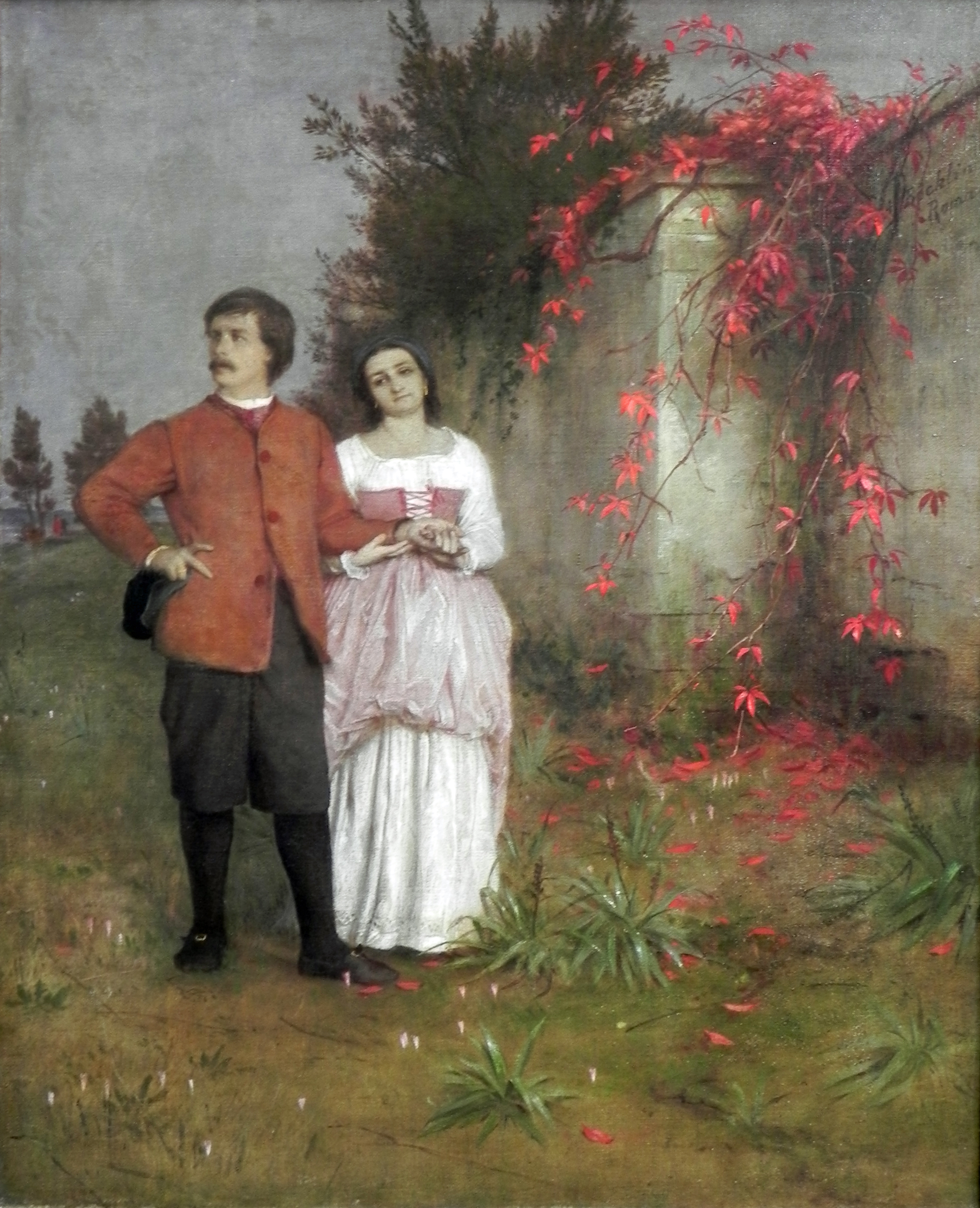
Autoportret z żoną (1863)

W latach 1841–1847 młody Böcklin odbył studia w Akademii Sztuk Pięknych w Düsseldorfie jako uczeń pejzażysty J.W. Schirmera. W ich trakcie odbywał podróże studyjne do Brukseli, Antwerpii, Genewy (kształcąc się u A. Calame'a) i Paryża (gdzie pracował w Luwrze), by w 1848 znaleźć się w Rzymie, gdzie nastąpiło pierwsze zetknięcie z kulturą antyczną, silnie inspirujące go na przyszłość. Zawarł tam również związek małżeński z Angelą Pascucci, będącą modelką dla wielu jego przedstawień. W latach 1856–1860 przebywał w Monachium; w 1860 wykonywał prace malarskie na zlecenie akademii w Weimarze, gdzie przejściowo wykładał. W dwa lata później nastąpił ponowny kilkuletni pobyt we Włoszech (1862–1866), gdy poza Rzymem artysta poznał także Neapol i pobliskie Pompeje. Zawarł tam również cenną znajomość z monachijskim mecenasem sztuki, hr. A.F. von Schack. Po powrocie do rodzinnej Bazylei, przez dalsze lata (1871-1874) zamieszkiwał w Monachium, a następnie na dziesięciolecie przeniósł się do Florencji. Lata 1885–1892 spędził w Hottingen pod Zurychem; od 1892 mieszkał w Fiesole.
Przed śmiercią wystawa jego prac zebranych została zorganizowana w Bazylei jesienią 1897. W 1880 został odznaczony bawarskim Orderem Maksymiliana za Naukę i Sztukę, 8 października 1897 jako obcokrajowiec został odznaczony austro-węgierską Odznaką Honorową za Dzieła Sztuki i Umiejętności. 

## Twórczość
We wczesnym okresie (1840–1860) malował w nurcie romantyzmu nastrojowe pejzaże o przytłumionym kolorycie (często leśne) z Alp szwajcarskich, a później rozjaśnione kolorystycznie pejzaże włoskie. Po pobycie we Włoszech przeszedł do tworzenia charakterystycznych dla niego przedstawień fantastyczno-mitologicznych (Pan w sitowiu, 1858; Narodziny Wenus, 1869), nacechowanych swoistą symboliką (alegorie, parabole), czasem też niejednoznaczną (W leśnej ciszy, 1885). Jego dojrzała twórczość (zwłaszcza po 1870) wywarła znaczący wpływ na rozwój europejskiego symbolizmu. 
Poczynając od wczesnego okresu (Pejzaż z zamkową ruiną, 1847; Pejzaż w świetle księżyca, 1849) Böcklin z upodobaniem malował głównie mroczne, fantastyczne pejzaże przeniknięte niesamowitą senną atmosferą i otoczone aurą tajemniczości (Wyspa umarłych i Ruina nad morzem, 1880; Willa nad morzem, 1864; Kaplica, 1898).
W tematyce mitologicznej, w której poruszał się nie mając wykształcenia klasycznego, tworzył krajobrazowe kompozycje fantastycznie wypełnione mitycznymi stworami (bożek Pan, centaury, nimfy, fauny, najady, trytony), a nawet współczesne sceny rodzajowe z ich udziałem (Centaur w kuźni wiejskiej, Pan płoszący pasterza). Częstym ujęciem są „morskie idylle” z przedstawieniem tych stworów igrających wśród fal i skał, o groteskowych pozach, wyrazie twarzy i gestach, nacechowanych przy tym zwierzęcą witalnością i swoistym seksualizmem. Cechy groteski przejawiają jednak również tradycyjne wyobrażenia (Orland szalony, Polowanie Diany, Pan świstający z kosem). 

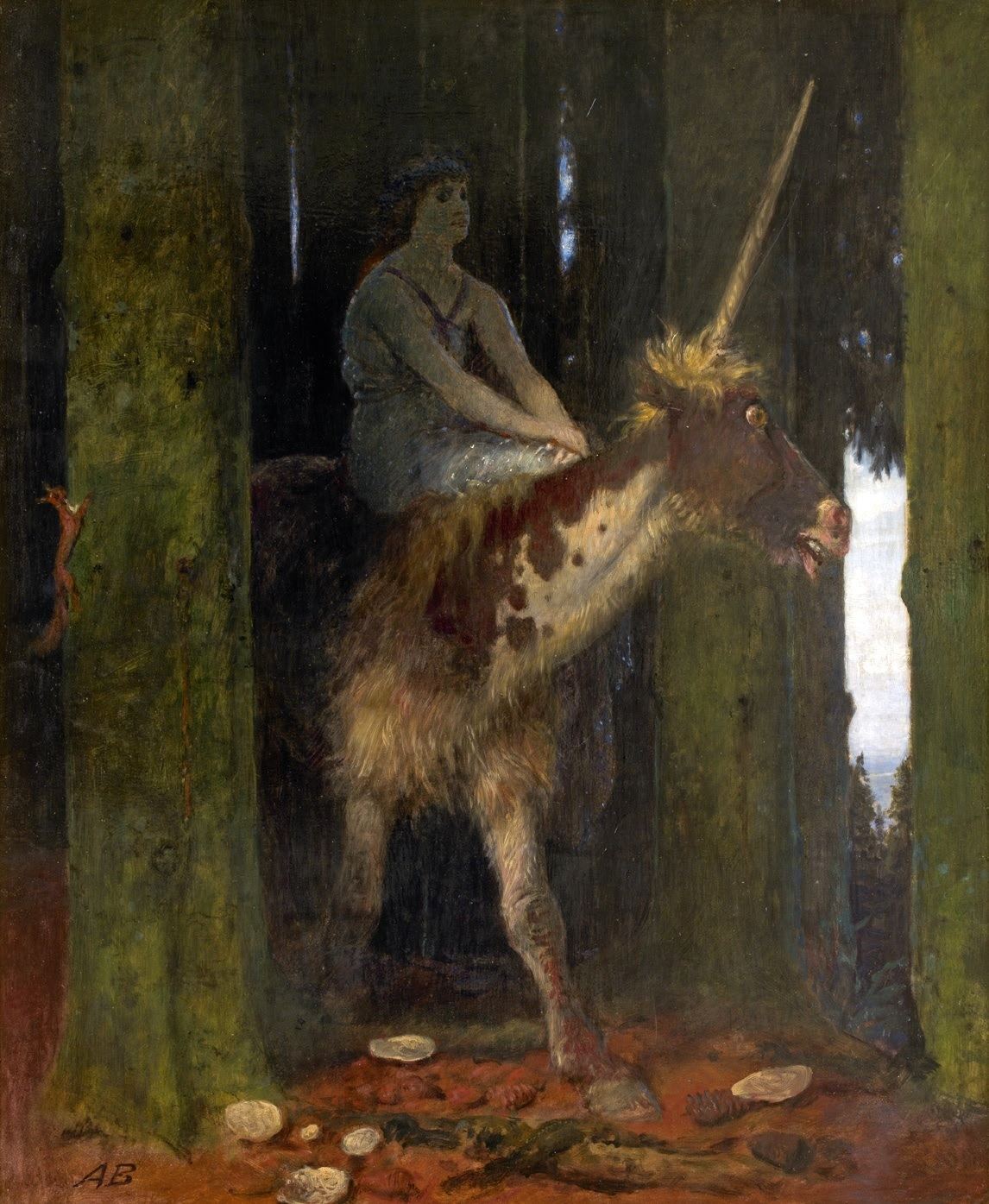
W zbiorach polskich – W leśnej ciszy (1885, Muzeum Narodowe w Poznaniu)

Podczas wieloletniego pobytu we Florencji w latach 1874-1885 powstały liczne sceny religijne (Złożenie do grobu, Bóg Ojciec ukazujący raj Adamowi, Pustelnik). Böcklin był również portrecistą i twórcą kompozycji ściennych. W końcowym okresie tworzenia jego symbolizm zwrócił się ku tematom apokaliptycznym: wojny, zarazy i śmierci.
Obok Hodlera, Klingera i Corintha uważany jest za jednego głównych przedstawicieli niemieckiego symbolizmu, który w europejskim malarstwie przerwał dominację akademizmu i naturalizmu z drugiej połowy XIX stulecia. Stylistyka jego obrazów całkowicie różni się od przesadnego i niespokojnego symbolizmu francuskiego, łącząc wątki mitologiczne z rzeczywistymi elementami przeszłości w otoczce wieloznacznych aluzji. W intencji artysty obraz miał w swej narracji wywoływać wzruszenia jak utwór poetycki i pozostawiać wrażenie podobne utworowi muzycznemu. Pod jego wpływem symbolizm w swej twórczości rozwinął Hans Thoma. 
Wpływ symbolistycznego malarstwa Böcklina znalazł swe odbicie nie tylko u późniejszych surrealistów (Max Ernst, Salvador Dalí, Giorgio de Chirico), lecz także w muzyce, u kompozytorów inspirowanych zarówno jego osobowością, jak i wymową jego obrazów (Rachmaninow i Schultz-Beuthen, Max Reger, Hans Huber, Gustav Mahler, Bohuslav Martinů, Andreas Hallén).  

## Wybrane prace

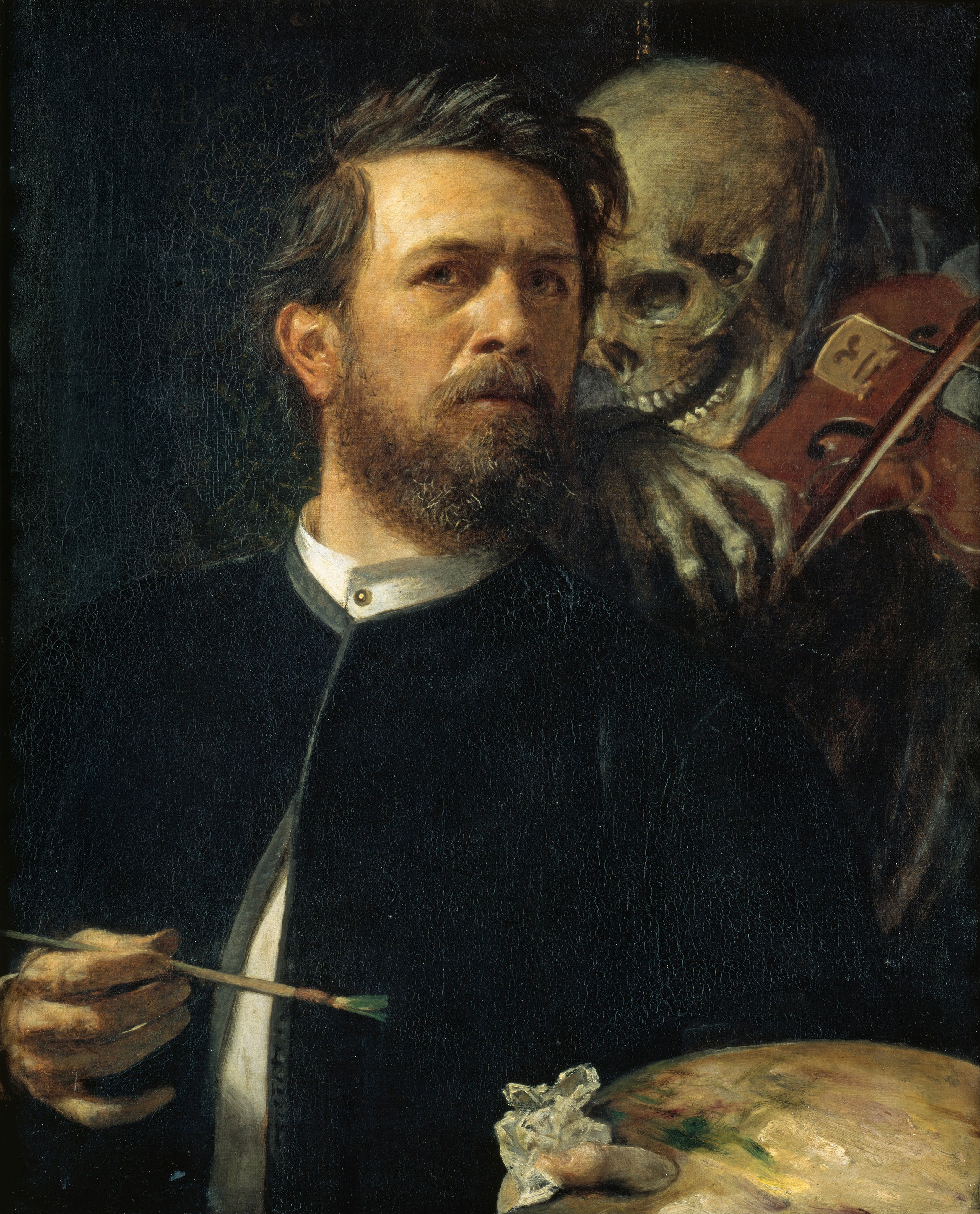
Autoportret ze śmiercią przygrywającą na skrzypcach

- Wyspa umarłych (kilka wersji 1880–1886)
- Walka centaurów (1872)
- Autoportret ze śmiercią przygrywającą na skrzypcach (1872)
- Willa nad morzem (wiele wersji 1863–1878)
- Syreny (1875)
- Tryton i nereida (1877)
- Meduza (1878)
- Święty las (1882)

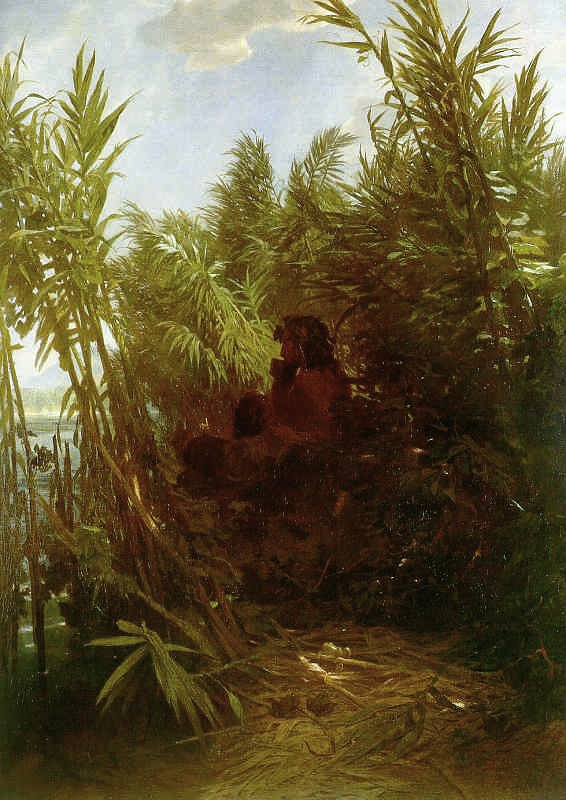
Pan w trzcinach (1858)
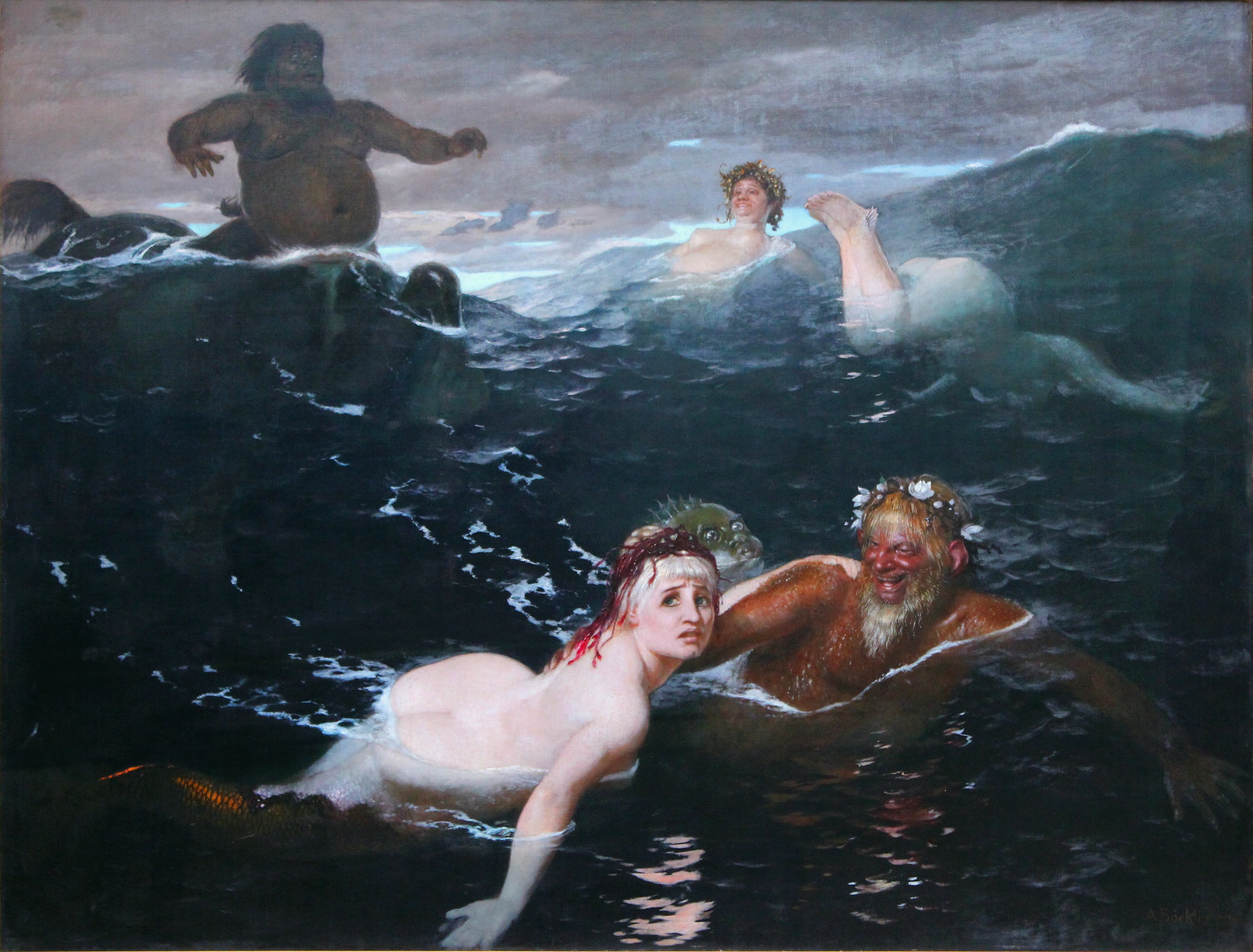
Gra fal (1883)
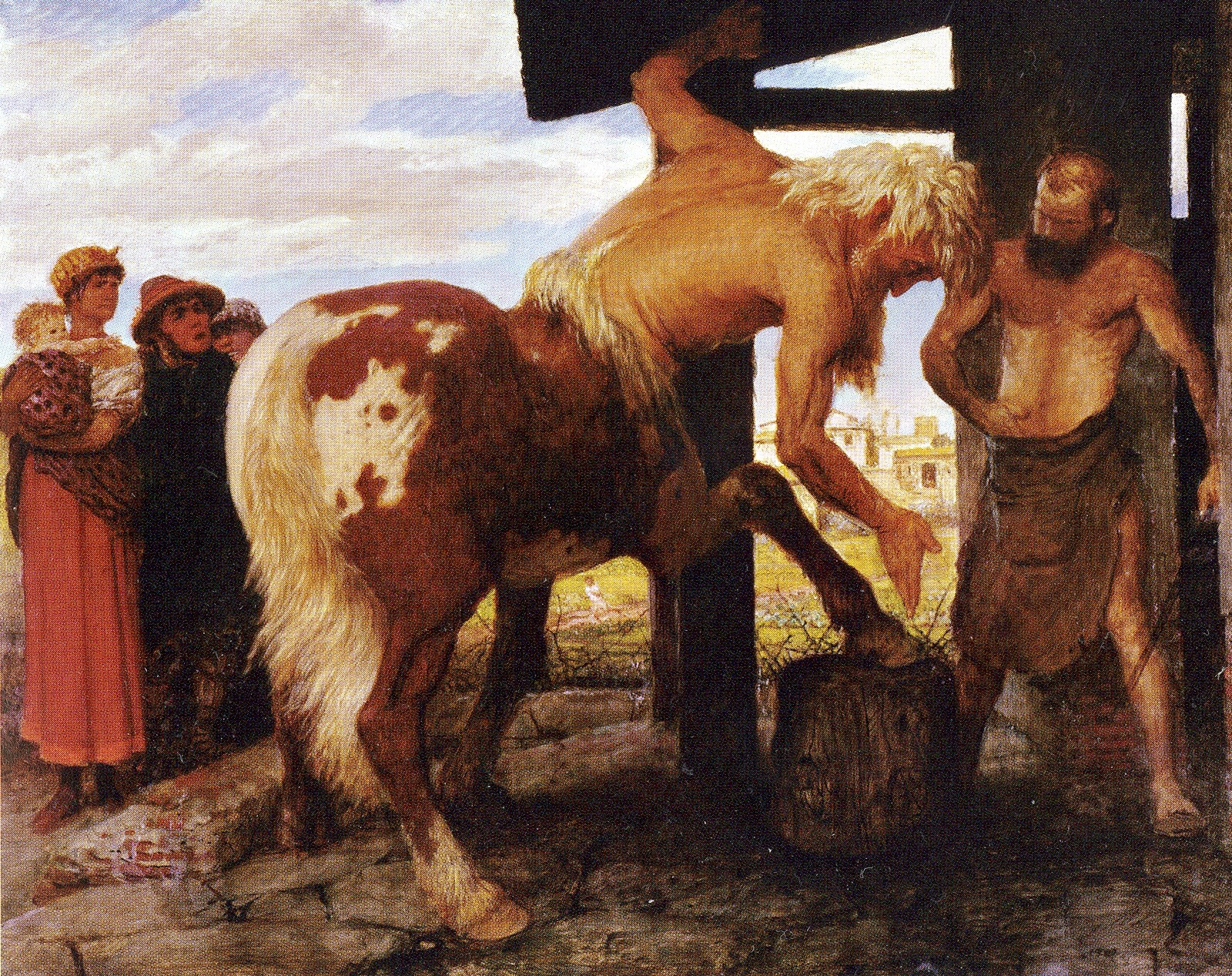
Centaur w kuźni wiejskiej (1888)
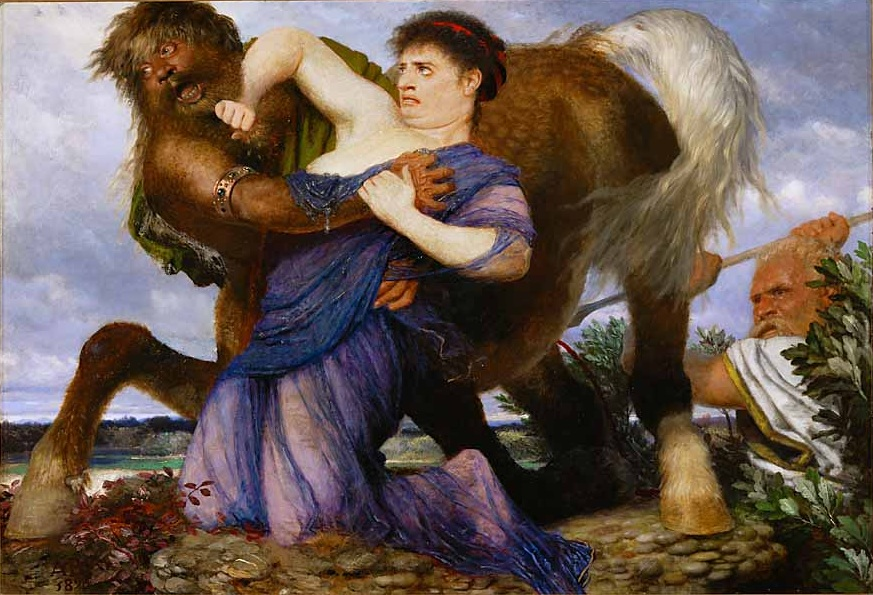
Nessos i Dejanira (1898)
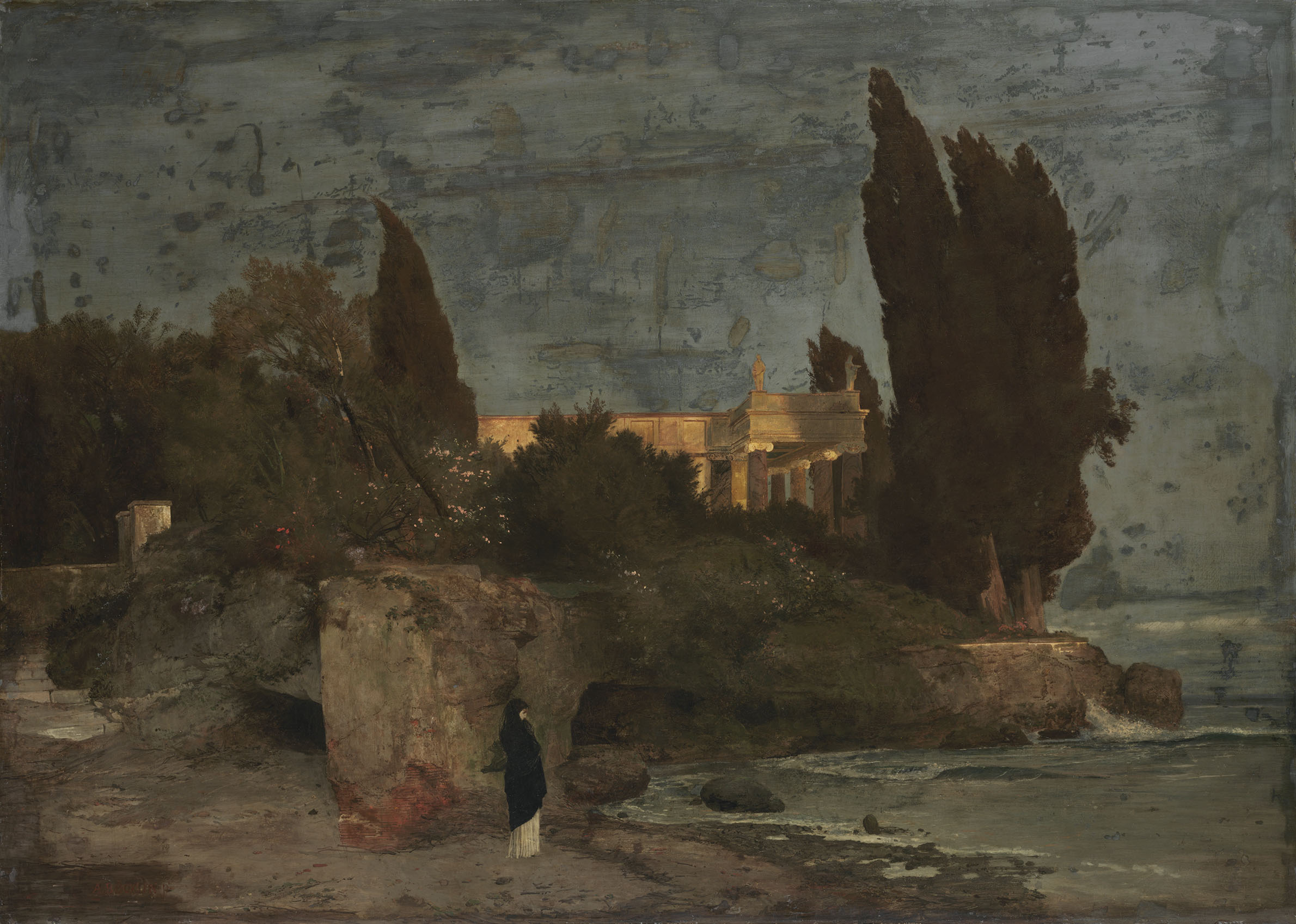
Willa nad morzem (1864)
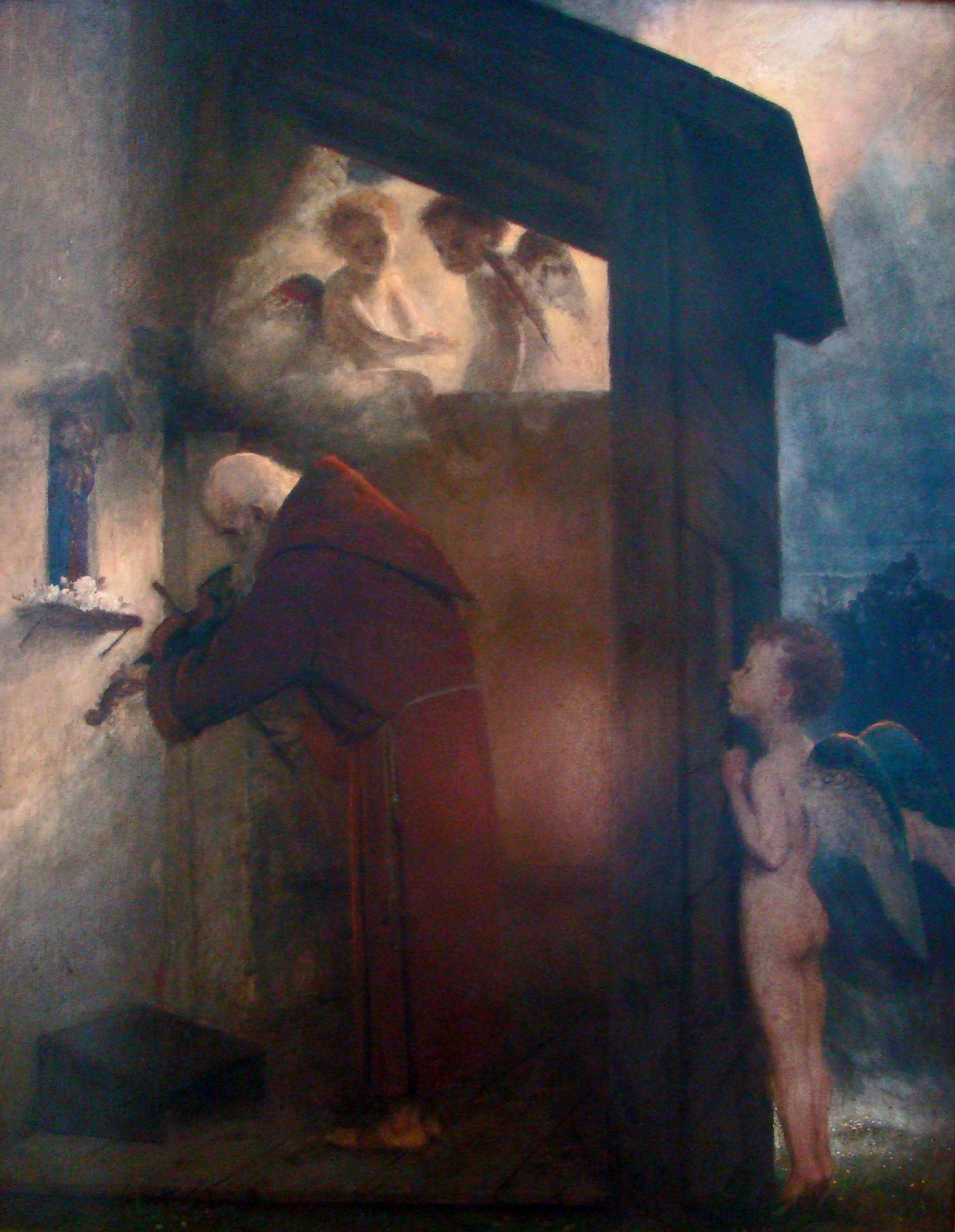
Pustelnik (1884)

- Morska idylla (1887)
- Wyspa żywych (1888)